# Девериа, Эжен
Эжен Франсуа Мари Жозеф Девериа́ (фр. Eugène François Marie Joseph Devéria; 22 апреля 1805, Париж — 3 февраля 1865, По) — французский художник эпохи романтизма, работавший в жанре исторической живописи.
Совместно с Эженом Делакруа, Луи Буланже и другими художниками считается одним из главных представителей французского художественного романтизма.

## Биография
Эжен Девериа — сын Франсуа-Мари Девериа. Помимо Эжена, в семье было ещё пять детей: Ашиль, Теодюль, Дезире, Октави и Лаура. Многодетная семья в основном поддерживалась благодаря творческим талантам старшего брата Эжена Ашиля. Как и Ашиль, Эжен рано проявил способности к художественному творчеству.
Девериа обучался в Национальной высшей школе изящных искусств Парижа. Его наставниками были, среди прочих, Жироде-Триозон и Гийон-Летьер.

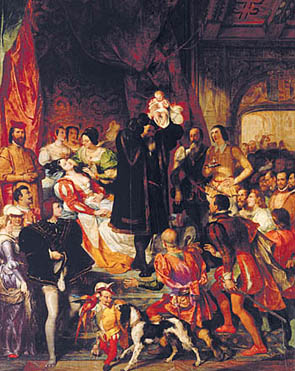
Рождение Генриха IV Наваррского в замке По (картина Эжена Девериа; собрание Лувра)

Первая выставка Девериа в Салоне состоялась в 1824 году, но не снискала особого внимания. Слава пришла к Девериа в 1827 году, когда он представил свою картину «Рождение Генриха IV» (La Naissance de Henri IV), которая так и осталась самой известной его работой. После обретения известности молодой художник стал получать многочисленные официальные заказы: полотно для потолка Луврского зала (Puget présentant son Milon de Crotone à Louis XIV), портреты исторических деятелей для Музея истории Франции, который король Луи-Филипп I хотел основать в Версале; также Девериа принимал участие в строительстве церкви Нотр-Дам-де-Лорет в Париже. Несмотря на объём работы, творческого признания уровня 1827 года художник не достиг.
В 1838 году Эжен принял предложение покинуть столицу и переехать в Авиньон, где ему было предложено отреставрировать и художественно переоформить заброшенный после Революции Авиньонский собор. В 1841 году художник переехал в По, где и проживал до самого конца жизни. В По он также перевёз свою семью: Каролин Дюрансель (1793—1863), на которой Эжен женился только в январе 1841 года, дочь Мари (1831—1856) и племянницу Кари Шомон, которую принимает и воспитывает как собственного ребёнка. В 1843 году принимает протестантизм, который для художника становится, наряду с живописью, одним из столпов жизни. В 1845 году ещё один его племянник, Теодюль, присоединяется к семье Эжена и Каролин на несколько лет. Ради финансового обеспечения семьи Девериа начинает давать уроки рисования, также пишет портреты обеспеченных жителей По. Тем временем, в Париже его работы не вызывают интереса; за границей — ни в Нидерландах, ни в Англии и Шотландии (1849—1853) художником также не интересуются. В 1856 году Девериа прибывает в Авиньон для возобновления работ в Соборе. Второй раз он приезжает туда в 1857 году, но за два раза не успевает окончить дело, которое могло бы стать его grand œuvre.
Картина Девериа «Гнев Венеры» в 1917 году находилась в Галерее Чешских мастеров. По-видимому, утрачена.
Девериа скончался в По, 3 февраля 1865 года.
В 2005 году музеи По приурочили ряд мероприятий к двухсотлетию со дня рождения художника.